# Szabadegyháza Község Arborétuma
Szabadegyháza Község Arborétuma egy fiatal, új telepítésű arborétum, amely öt helyszínen, összesen 2,5 hektáros területen, a falu központjában található. Az első fák 1993 őszén voltak ültetve az iskola belső udvarába, és folyamatos fejlesztés eredménye a mai állapot, ezért a fák különböző méretűek: a 30 cm és a 10 méter között minden átmenet előfordul.

## Az arborétum részeinek elhelyezkedése
Az arborétum a falu következő részein található:
1. A fő gyűjtemény a helyi Kossuth Lajos Általános Iskola területén, 1 ha területen látható (Felszabadulás u. 63-65.).
2-3. 2005-2006-ban kezdték el az iskolával szomszédos templomkert és a vele szomszédos játszótér arborétummá „alakítása”.
4. 2010-ben az óvoda udvarába ültettek 20 ritka fát. Az óvodával szomszédos kézművesház elé is ültettek egy csüngő ágú hegyi mamutfenyőt és egy ciprusi cédrust.
5. 2011 tavaszán készült el községünk felújított és kibővített kultúrháza. A kultúrház köré ültettek ekkor 50 ritka fát. Itt lehetőség volt rá, hogy nagyobb méretű példányokat (3-4 méteres) ültessenek.

## Az arborétum telepítésének főbb szempontjai
Az arborétumot az alábbi szempontok figyelembe vételével telepítették:
- Teremtsen esztétikus, szép, harmonikus környezetet – a szép környezet nevel, fejleszti a személyiséget!
- Minden olyan fa és cserjefaj megtalálható legyen, ami a tananyagban szerepel, így azok „élőben” tanulmányozhatóak.
- Az arborétum minden helyszínén nyitott, mindennapi „használatban” van, tehát meg kell felelnie a funkció által támasztott követelményeknek.
- Legyen alkalmas a különböző rendezvények megtartására!
- Sokszínűségével mutasson példát, választási lehetőségeket a község lakói számára, hogy saját kertjeikben ők is egzotikus, ritka fákat ültessenek – így idővel talán az egész község „arborétumfalva” lesz.
- Olyan ritka, botanikailag értékes fafajokat próbálnak telepíteni – minél nagyobb számban -, melyek hazánkban ritkán vagy egyáltalán nem láthatóak.
- Tudatosan gyűjtik a „legeket”: a Föld eredeti élőhelyén legmagasabbra növő 12 fafaja közül 8-ból van legalább egy vagy több példány. (A többi négy eucaliptus faj és nálunk nem termeszthető.)
- A legmagasabb életkort elérő fákból csaknem teljes a gyűjtemény – sajnos 3 faj még hiányzik (simatűjű szálkásfenyő, tasmán magköpenyciprus, patagón örvösciprus), ezekből egyetlen példány sincs hazánkban, sok éve minden lehetséges és lehetetlen úton próbálják őket beszerezni, ez idáig eredménytelenül.(Hogy a faluban milyen magasra fognak nőni és mennyi ideig fognak élni,

ennek kifejtése nagyobb terjedelmet és jövőbelátó képességet igényelne.)
- Legyen a község nevezetessége, látnivalója, mely évszázadokon át gyönyörködteti majd a község lakóit, az idelátogató vendégeket, turistákat!

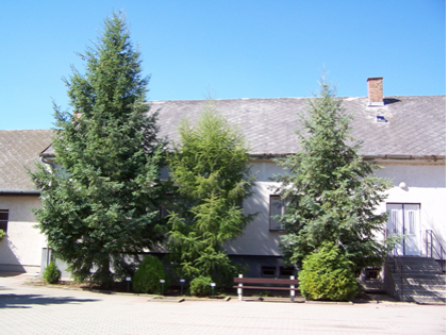
14 éves közönséges jegenyefenyők, közöttük egy európai vörösfenyő

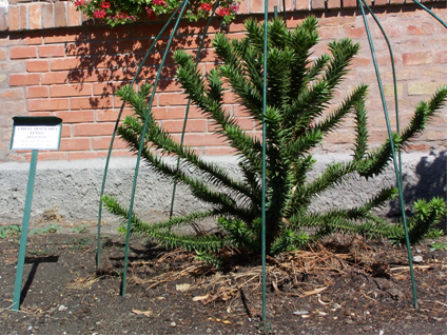
Bizarr külsejű chilei araukária fenyő

## Az arborétum részei

### Gyümölcsös
Az arborétum gyümölcsösében minden, hazánkban előforduló gyümölcsfa és cserje megtalálható (alma, körte, cseresznye, szilva, barack, meggy, dió, mandula, birs, mogyoró, török mogyoró, csemegeszőlő, ribizli, egres, málna, szeder, szomorú mirabolán).
Az erdei gyümölcsök közül van vadalma, ehető sárga termésű som, húsos som, berkenye, galagonya, kökény, bodza, gyepűrózsa. Sok díszgyümölcsfa is van: bíborlevelű díszalma, díszszilva, gömb koronájú csepleszmeggy, vérszilva, piros levelű májusfa (zelnicemeggy), piros virágú galagonya, madárberkenye, piros levelű japán díszcseresznye.
Egyre több a világ különböző részeiről származó, „csodás” hatású fa és cserje: vitalbere
(életbogyó), kínai datolya (jujuba), kék mézbogyó, pralina (hegyi körte), füge, óriás kivi, lila kivi, kék áfonya.
A gyümölcsös elsősorban oktatási célokat szolgál, de az általános iskola tanulói és az arborétum látogatói szívesen fogyasztják a különböző terméseket (rendszerint már félérett állapotban is).

### Cserjegyűjtemény
A több mint 40 fajt számláló cserjegyűjteményben őshonos és hazánkban általánosan elterjedt díszcserjék kaptak helyet. Közöttük sok örökzöld faj van: buxus (puszpáng), magyal, fagyal, mahónia, bangíta, balkáni babérmeggy, rododendron (havasszépe), japán kecskerágó, bambusz, borbolya, terülő tuja és hamisciprusok.
A játszótér és a templomkert körül 300 méternyi nyírt fagyalsövény látható. Van vadszőlővel befuttatott filagóra és melléképület, borostyánnal befuttatott kerítés. Megjegyzés: a fajokat egyes számban soroljuk fel, de az arborétumban a legtöbb fajból több példány (néhány esetben sok) van.

### Őshonos lombosfa gyűjtemény
Az arborétumnak egy reprezentatív gyűjteménye van, melyben a leggyakoribb nemzetségek legjellemzőbb, uralkodó fajai kaptak helyet, esetenként kertészeti fajtákkal:
- hét tölgyfafaj (Quercus): a kocsányos-, kocsánytalan, magyar, molyhos-, cser-, vörös- és a bíbor tölgyet (ez utóbbi kettő nem őshonos hazánkban);
- a közönséges bükk egy oszlopos, egy bordólevelű és egy vérbükk fajtája;
- több juharfa (Acer): hegyi juhar, korai juhar, gömbjuhar, vérjuhar, ezüst juhar, mezei juhar;
- több vadgesztenyefa (Aesculus), köztük egy piros virágú is;
- a nagy vízigényű égerek (Alnus) közül egy mézgás égerünk és két szép szeldeltlevelű égerünk van;
- nyírfából (Betula) kevés példány van, közönséges nyírek és egy piroslevelű nyír;
- nyárfák (Populus) nincsenek, mivel repítőszőrös termése és pollenje allergiakeltő, de egy-két példány az eredeti növényzetből megmaradt, a játszótéren egy nagy szürke nyár látható;
- kőriseket (Fraxinus) több magas kőris és két sárga kőris képviseli;
- a füzek nemzetségét (Salix) a közkedvelt szomorúfüzek, melyekből a templomkertben és a játszótéri patak partján 14 termetes példány van, valamint a spirálfüzek, kecskefüzek, kosárkötő füzek képviselik.
- nem őshonos, de olyan régóta részei hazánk flórájának, hogy már őshonosnak tekinthetők a fehér akác (Robinia) és a lepényfa (Gleditsia), melyből sárga levelű fajta is van;
- a hársfajok (Tilia) közül van nagylevelű, kislevelű és ezüst hársból is néhány példány;
- gyertyánból (Carpinus) két példány van.

### Egzotikus lombosfa gyűjtemény
A gyűjtemény ezen részébe a nálunk nem őshonos, a világ minden részéből származó lombos fákat soroljuk. Egy részük díszfaként közparkokban, családi házak kertjében is általánosan megtalálható. A ritkábbakkal csak botanikus kertekben találkozhatunk:
- platánok

Hatalmas termetük, hosszú életkoruk, nagy leveleik (platanus=nagy levél) miatt igen kedvelt parkfák és sorfák a 19. század közepe óta. A Földön három platánfaj él, közülük mindhárom megtalálható az arborétumban:
1. nyugati platán (Platanus occidentalis) Észak-Amerikában őshonos, 40 méter magasságot is elérő fa. Az iskolában 1999 tavaszán lett elültetve egy szabad gyökerű kis csemete, mely azóta hatalmasra nőtt. A kultúrház mellett 7 nagy példány lett ültetve 2011 tavaszán.

1. keleti platán (Platanus orientalis) A Balkán-félszigeten és Kis-Ázsiában őshonos. Egy példány van az iskolában.

1. közönséges platán, juharlevelű platán (Platanus x hybrida v. Platanus acerifolia)

Eredete vitatott: egyes kutatók szerint a keleti és nyugati platán természetes kereszteződése hozott létre új fajt (hybrida), mások szerint a keleti platán genetikai módosulása (acerifolia). Szinte minden helyszínen vannak példányok belőlük. Hazánkban gyakorlatilag csak ezt ültetik.
- Amerikai ámbrafa (Liquidambar styraciflua)

Észak-Amerikában őshonos. Érdekesen karéjos levelei és pompás őszi lombszíne miatt egyre kedveltebb díszfa.
- Amerikai tulipánfa (Liriodendron tulipifera)

Észak-Amerika keleti részén őshonos, akár 40 méter magasra növő, gyönyörű fa. Nevét a tulipán szirmaira emlékeztető leveleiről kapta, de virágai is igen szépek. Az arborétumban 10 példány van: az iskolában 1 alapfaj, a kultúrháznál 8, az óvodában 1 (Auerovariegata) változat van, melynek levelei szélén aranysárga csík van.
- Nagyvirágú liliomfa (Magnolia x soulangiana)

A liliomfák kis termetű fák, gyakrabban cserjék. Nagy, rózsaszín virágukkal tavasszal a kertek ékkövei. Savanyú talajt igényelnek. 6 nagy példány van a
templomkertben. Számos kertészeti fajtájuk van, új és új nemesítések születnek. Van sárga virágú és két fekete magnólia is. Ezek virágszíne olyan sötétvörös, hogy már feketének hat.
- Perzsa varázsfa (Parrotia persica)

Irán északi részén őshonos, lombhullató bokor vagy kis fa. Nagyon dekoratív fa. Őszi lombszíne káprázatos: aranysárga vagy skarlátvörös. Az arborétumnak két példánya van: egy a templomkertben, és egy „Tűzmadár” változat az iskolában.
- Örökzöld liliomfa (Magnolia grandiflora)

Örökzöld, lassan növő, idővel terebélyes koronát fejlesztő fa vagy cserje. Nagy, fényes, bőrszerű levelei és krémfehér virágai teszik igazán széppé. Az USA délkeleti részén őshonos. Hideg teleken takarást igényel és védett, déli fekvésbe kell ültetni. Egy példány van az iskolában.
- Gunn-eukaliptusz, szagos eukaliptusz (Eucalyptus gunii)

Ausztráliából származik, ahol több mint 500 eukaliptusz faj él, de nálunk csak ez termeszthető szabadban, feltételesen. Nem teljesen télálló, védett helyre
ültetve is kifagyhat (már megesett az arborétumban). Ezért télire takarást igényel. Örökzöld,
gyorsan növő, vízigényes fa. Kétfajta levele van: fiatal levelei szárölelők, kerekdedek, idősebb levelei lándzsa alakúak. Levelei és fája erős illatot árasztanak, amit a kozmetikai és gyógyszeripar hasznosít.
- Kaukázusi szárnyasdió (Pterocarya fraxinifolia)

A Kaukázus vidékén őshonos. Hatalmas lombkoronája, összetett levelei (melyek 60 cm hosszúak is lehetnek) miatt nagyon dekoratív fa.
- Fekete dió (Juglans nigra)

Az USA keleti részéről származik, ott 50 m magasra is megnő. Termésének héja nagyon kemény, magja kesernyés, aromás ízű. Európában leggyakrabban díszfának ültetik (mint az arborétumban is).
- Fehér hikorifa (Carya ovata)

Szintén az USA keleti és középső részein őshonos. Szép fa, mégis ritkán lehet vele találkozni. Rugalmas fájából sportszereket (síléceket, baseballütőket, szánkótalpakat stb.) készítenek. Sokévi keresés után  sikerült beszerezni egy 30 cm-es kis példányt.
- Tupelófa (Nyssa sylvatica)

Az USA közép-keleti részén őshonos, Európában ritka díszfa. Egy egyméteres példány van az arborétumban.
- Hóvirágfa (Halesia carolina)

Kevéssé elterjedt fa, pedig virágzás idején páratlan értékű díszfa. 2012 tavaszán lett elültetve  egy 3 m-es példány.
- Galambfa (Davida involucrata)

Virágai színe és alakja (szirmai felszálló galambot formáznak) teszi különlegessé ezt a ritkán látható fát.
- Imafüzérfa (Melia azedarach)

Ázsiában őshonos, igen virulens fa. Kissé fagyérzékeny. Ajándékba kapta az arborétum.
- Kislevelű kínai kenderpálma (Chamaerops wagnerianus)

Hazánkban pálmákkal csak üvegházakban vagy szobanövényként találkozhatunk, így csak irigykedve nézhetjük a trópusi, szubtrópusi tengerpartok mesés pálmasorait. A kínai kenderpálma, védett helyre, déli fekvésbe, tűző napra ültetve, télire betekerve, rendszeresen locsolva saját kertünkben is lehet pálmánk -14 °C fokig télálló, 6–8 m magasra nő. Az arborétum példánya már 3 telet
átélt és szépen fejlődik.
- Nagylevelű császárfa (Paulownia tomentosa)

Délkelet-Ázsiából származik. Nagy, puha levelei és nagy, lila, tölcsér alakú
virágai igen mutatóssá teszik. Egy példány van az iskolában.
- Bugás csörgőfa (Koelreuteria paniculáta), szívlevelű szivarfa (Catalpa bignonioides) és a közönséges júdásfa (Cercis siliquastum) mára már általános elterjedt. Kis termetű és koronájú fák. Virágzásuk idején szépek és sokáig a fákon maradó termésük is jelentős díszítő értékű.
- Közönséges pagodafa, japánakác, kínai-pagodafa (Sophora japonica)

Délkelet-Ázsiában őshonos, és akácnak sem akác. Szép koronájú, jól tűri a szárazságot, talaj iránt sem igényes. 2 szép példány van a játszótéren és egy csüngőágú az iskolában.
- Perzsa selyemakác (Albisia julibrissin)

Nevét leveleiről kapta, melyen kívül hosszan elnyúló virágzása (pamacsszerű, rózsaszín virágok) adja jelentős díszértékét. Kistermetű fa. Nagyon hideg teleken fiatal hajtásai lefagynak. Gyorsan nő. Egy nagyobb példány van az iskolában és egy barna levelű („Cocholate”) az óvodában.
- Amerikai vasfa (Gymnocladus dioicus)

Az USA keleti részén őshonos, ott kedvelt parkfa. Nálunk néhány arborétumban látható. Nagy, szép koronája és 50–80 cm hosszú, kétszeresen összetett levelei vannak. A kultúrháznál 2011-ben lett elültetve egy méteres példányt, ami egy év alatt fél métert nőtt.
- Kínai mézesfa (Euodia hupehensis)

Kínából származó ritka fa. Koronája szép, terebélyes. Virágai jó mézelők. Egy példánx van a kultúrháznál.
- Kései végzetcserje (Clerodendrum trichotomum)

Kis termetű fa vagy cserje. Nagy, puha levelei is szépek, de a termése teszi igazán különlegessé: kék, fényes bogyóit körülveszik a piros csészelevelek. Fagyérzékeny, a kultúrháznál már két, nagy fánk is kifagyott. Az iskolában két cserje van.
- Illatos tündérfa (Chimonanthus praecox)

Valójában inkább cserje. Fagyérzékeny. Nevét egy igen ritka jellemzőjéről kapta: télen virágzik és rovarok porozzák. De akkor már alig van rovar, így a még meglévőket csak igen erős illattal tudja magához csalogatni. Egy példány van az iskolában.
- Kínai lilaakác (Wisteria sinensis), Kínai fehérakác (W.S. „Alba”)

gyors növekedésű kúszócserjék. Lila, illetve fehér virágaik miatt közkedveltek.
- Japán juhar (Acer palmatum „Bloodgood”)

2–4 m magasra növő kis fa. Vesszői vékonyak, levelei karéjosak, piros színűek. Félárnyékos helyen, mészmentes talajon, öntözve fejlődik szépen. Az óvodában van egy példány.

### Nyitvatermő (fenyő-) gyűjtemény
Az arborétum legértékesebb, legfajgazdagabb, legtöbb ritkaságot, különlegességet bemutató része a nyitvatermő gyűjtemény, mely a törzs 30 nemzetségét tudja bemutatni. Ezért ezt a részt kicsit részletesebben taglaljuk.
A nyitvatermők törzsébe 932 faj tartozik – a zárvatermők törzsébe 250 ezer -, fásszárúak (fák vagy cserjék), néhány nemzetség kivételével örökzöldek. Köztük találjuk meg a Föld legmagasabbra növő, legnagyobb kort megérő, legnagyobb tömegű élőlényeit.
Gazdaságilag értékesebbek, sokoldalúbban felhasználhatóak, mint a lombos fák. Ezért nagyon sok fajuk vörös listás, azaz eredeti élőhelyén fennmaradása különböző fokban veszélyeztetett.
A fajok döntő többsége az északi félgömbön él, itt viszont a szubarktikus éghajlatú tájakon és a hegységek magasabb részein hatalmas, összefüggő erdőségeket alkotnak Eurázsiában és Észak-Amerikában.

#### Mamutfenyők (Sequoia-fenyők – ejtsd: szikvója-fenyők)
A Földön három mamutfenyőfaj él, melyet a rendszertan három, egyfajú nemzetségbe sorol. A jelenleg 14 fából álló gyűjteményben mind a három fajt be tudjuk mutatni. Érdekesség: a nemzetségnév Endlicher István pozsonyi születésű magyar botanikusnak köszönhető, aki így fejezte ki nagyrabecsülését egy Georges Guess nevű mesztic férfi előtt, aki a cseroki indiánoknak egy ABC-t készített, így a cseroki törzs megőrizhette fejlett kultúráját. Az indiánok őt hívták Sequoyahnak. Az elnevezést elfogadta a tudományos közvélemény, és az addig
welingtóniáknak nevezett fenyőket sequoia fenyőknek nevezzük.

##### Sequoiadendronnemzetség
Hegyi mamutfenyő (Sequoiadendron giganteum)
A nemzetség egyetlen faja minden földi fa királya. Észak-Amerika csendes-óceáni partvidékén, a Sierra Nevada nyugati előhegységeiben, 1500-2500 méter magasságban őshonos. A legmagasabb élő példány 96 méter magas – csúcsmagassága alapján a Föld 5., a kifejlett példányok átlagmagassága alapján a 2. legmagasabb fafaj.
A legidősebb példányok 3-4000 évesek, náluk csak a szálkás fenyők élnek tovább. A Föld legnagyobb tömegű élőlényei: a csúcstartó a Sherman tábornokról elnevezett példány a Sequoia National Parkban látható, tömegét 2500 tonnára becsülik (ez 25 db kékbálna tömege). 84 méter magas, törzsátmérője a talaj szintjén 10 méter, kerülete 31 méter. Korát 4000 évesre becsülik.
A Kaliforniában gyakori erdőtüzektől 30–50 cm vastag, puha kérge védi meg, mely az azbesztéhoz hasonló hatékonyságú. 1853-ban hozták az első példányokat Angliába, és a „mamutfenyőláz” azóta is tart, főként a hírneve miatt. Ma már hazánkban is könnyen beszerezhető különböző méretben és sokan ültetnek kertjükbe általában egy kis példányt. Az arborétumot is többen megkeresték az utóbbi időben mamutfenyő „ügyben”.
Néhány praktikus tanács:
- Fiatalon kissé fagyérzékenyek, ezért védett helyre kell ültetni, és erős fagyok esetén betakarni.
- Nagyon nagy a helyigénye: szoliterként ültetve 50-100 év távlatában egy 30 méter átmérőjű kör, tehát kiskertbe nem való. Ha valaki mégis hegyi mamutfenyőt szeretne a kertjébe, azok a csüngő ágú fajtát (S.g. „Pendulum”) ültessék.
- Nagyon nagy a vízigénye. Minél nagyobb a példány, annál több. (Ez az időjárástól függően a vegetációs időszakban heti több száz liter is lehet.) Ha nem jut elég vízhez, növekedése lelassul, alsó ágai elszáradnak, végül az egész fa kiszárad. Így száradt ki hazánk (egyben Közép-Európa legmagasabb fája a Fejér vármegyei Polgárdiban).
- Sajnos van egy veszélyes gombakártevője (Cercosporidium sequoiae), mely hatására levelei, néha egész ágai megbarnulnak és leszáradnak. Sajnos szabad forgalomban igazán hatékony gombaölőszerek nem kaphatóak, ezért 2 hetente kell permetezni Amistar, Dithane, Thiovit permetezőszerekkel.

Az arborétumban hét hegyi mamutfenyő van. Ebből 3 alapfaj. Egy példány 1999 tavaszán ültettek: akkor egy 30 cm-es kis csemete volt, most kb. 6 méter magas. A kultúrház előtt egy 2,5 méteres, az óvodában egy méteres példány van.
Az arborétumban van két kék lombú fajta (S.g. „Glaucum”): egy a templomkertben és egy a kultúrház előtt. A kék lombúak lassabban nőnek, lombjuk kevésbé sűrű, viszont sokkal ritkább. Sajnos 2012 júniusában a kéthetes forróságban egy nagyon szép, 2,5 méteres példány hőgutát kapott és elpusztult. Van két szép csüngőágú példány (S.g. „Pendulum”) is.

##### Sequoianemzetség
Tengerparti mamutfenyő, óriásfenyő (Sequoia sempervirens)
A nemzetség egyetlen faja a Föld legmagasabb fája – mind átlagmagasság, mind csúcsmagasság tekintetében. Az USA csendes-óceáni partvidékén egy keskeny sávban őshonos (közvetlenül az óceán mellett).
De milyen magas Földünk legmagasabb fája? A National Geographic Channel „Vörös óriások” c. filmjében egy példányra felmásztak, és mérőszalaggal és lézeres magasságmérővel is
megmérve 120 méteresnek találták és a legmagasabb fává nyilvánították. „A Föld legmagasabb fái” című filmjükben egy másik fát 115,5 méteresnek találtak, mint a legmagasabb fát. A szakirodalomban egy 112 méteres fa szerepel a legmagasabbként.
Hazánkban néhány ritka példány él, ebből két igen szép, 4,5 méter magas az iskolakertünkben. Ritkaságának oka, hogy nagyon kényes, nehezen felnevelhető fenyő. Erősen fagyérzékeny, hideg teleken
visszafagy.
Azon ritka fenyőfajok közé tartozik, amely kifagyás, tűz, kivágás után is képes természetes módon kihajtani a csonkból. Az arborétumban télire „házikókat” építenek föléjük, és ha kell, olajradiátorokkal fűtik őket. Tudni kell, hogy a fagytűrő képesség egy fajon belül is jelentősen eltérhet. A szakma úgy mondja, hogy a kiszelektált példányok megmaradhatnak. Továbbá a fagyérzékenység a fa korával is jelentősen csökken. Mindenképpen déli fekvésbe, magas épület elé kell ültetni.
Fiatalon védeni kell a tűző naptól és a viharos szelektől, mert ezek a leveleiket leperzselik. Nagyon sok vizet igényelnek, és még ez sem elég. Mivel a gravitáció ellenében 100 méternél is magasabbra kell a vizet feljuttatniuk, ezért a vízszükségletük harmadát egy levegőből veszik fel. (Ezt őshonos élőhelyükön az óceán felől érkező párafelhők biztosítják. Az arborétumban vízzel telt vödröket helyeznek alájuk, és locsoláskor a lombkoronát is locsolják.)
Bár 20 méterrel magasabbra nőnek a hegyi mamutfenyőknél, de kisebb törzsátmérőjük miatt csak negyede-ötöde a tömegük. 2-3000 évig élnek. Eredeti élőhelyükön értékes fájuk miatt az állományok 90%-át kiirtották. Ma szigorú szövetségi védelem alatt állnak, az USA jelképei, csodálatos nemzeti
parkokban évente turisták milliói gyönyörködnek a természet remekművű óriásaiban.

##### Metasequoianemzetség
Szecsuani (kínai) mamutfenyő (Metasequoia glyptostroboides)
A nemzetség egyetlen faját régen kihaltnak tartották, és a botanikusok a fosszíliák alapján írták le. De 1941-ben egy kínai faluban, Szecsuan tartományban egy élő példányt találtak (majd a környéken még sokat). Több morfológiai jegye a mamutfenyőkével hasonlatos, viszont lombhullatóak, ami a mamutfenyőkre nem jellemző. Végül a mamutfenyőkhöz sorolták a „meta” előtaggal. Az első példányokat 1949-ben hozták hazánkba.
Vegetatív úton szaporítható, tehát olcsó, teljesen télálló, igénytelen, a másik két fajnál aránytalanabbul könnyebben felnevelhető. Ősszel puha, selymes levelei rozsdavörösre színeződnek és lehullanak. Gyorsan nő. Az iskolában, templomkertben, a kultúrháznál egy-egy, a játszótéren két példány van. 1999 óta 15 mamutfenyő lett ültetve, amiből 14 meg is maradt.

#### Araukáriafélék(Araucariaceae)

##### Wollemianemzetség
Wollemia fenyő, sárkányfenyő, dínófenyő (Wollemia nobilis)
A nemzetség egyetlen faját 1994-ben fedezték fel Ausztráliában, a Sydney-től 150 km-re fekvő Kék-hegység elhagyott szurdokvölgyeiben. Három kis populációban összesen 100 fát találtak, ezzel Földünk őshonos élőhelyén második legritkább faja. (A szicíliai jegenyefenyőből 31 él egy hegycsúcson.) A Vörös listán erősen veszélyeztetett besorolást kapott, pedig élőhelyüket titokban tartják.
Nagyon ősi fenyő: 100 millió éves fosszíliák bizonyítják, hogy már 13 akkor élt a Földön. (A dinoszauruszokkal együtt – innen származik magyar beceneve.) Öt éve a budapesti Füvészkertbe érkezett egy példány, egy évre rá már az arborétumban is volt egy kis példány, ami már 1,5 méteresre nőtt. Felnevelésével kapcsolatos tudás, tapasztalat nem áll (nem is állhat) rendelkezésre. Védett helyre, déli fekvésbe kell ültetni, mert nem télálló: állítólag -10 °C fokig fagytűrő. Ezért télire házikót építettek föléje, és nagyon hidegnek ígérkező éjszakák előtt forró vízzel töltött műanyag kannákat tettek a „házikóba”. Savanyú talajt és bőséges locsolást igényel.

##### Araucaria(délfenyők) nemzetség
Chilei araukária fenyő (Araucaria araucana)
A nemzetségbe 18 faj tartozik, valamennyien a déli félgömbön őshonosak, a trópusi éghajlati övben. A chilei faj szubtrópusi, nálunk ez nevelhető a szabadban. Bizarr külsejű, ősi fenyő. Nem teljesen télálló, ezért védett déli fekvésbe kell ültetni és fiatalon ajánlatos betakarni. Erősen savanyú talajt igényel (az ültetőgödörben földjét savanyú tőzeggel kell kikeverni és kéthetente
fenyő tápoldattal locsolni).
Lassan nő és nem mindig nevel szép, szabályos, tömött koronát. Ék alakú levelei a végükön nagyon szúrósak – a rácsozat nemcsak a fát, de a gyerekeket is védi. Ár-méret arányban messze a legdrágábban megvásárolható fenyőfaj.

#### Sciadopityaceae(ernyőfenyők) nemzetség
Japán ernyőfenyő (Scyadopitys verticillata)
A nemzetség egyetlen faja Dél-Japán hegységeiben őshonos. Különleges fenyő, mely annyira különbözik az összes többi fenyőfajtól, hogy rokonság nélküli fajnak tekinthető. Különlegességét fényes, vastag, övszerűen álló, visszahajló hajtáslevelei adják. Nagyon lassan nő és nagyon kényes fenyő. Nagyon sokáig él (akár ezer évig is), így van ideje, hogy nagy termetű, szabályos kúp alakú, szép
koronájú fa legyen. Csak a mészmentes, savanyú talajon fejlődik szépen. Közepes a vízigénye, a túllocsolás is elpusztíthatja. Az iskolában van egy példány.

#### Podocarpus(kőtiszafák) nemzetség
Új-zélandi havasi kőtiszafa (Podocarpus nivalis)
A nemzetségbe tartozó fajok a trópusok, szubtrópusok lakói, nálunk csak üvegházakban termeszthetők. A nyitvatermők ősi nemzetsége. A fajok zöme a déli féltekén él. Hazánkban az Új-Zéland hegységeiben őshonos faj télálló. 1-2 méter magasra növő szétterülő bokor. A tűző nap megperzselheti a tiszafákhoz hasonló lombozatát.

## A legértékesebb fák a teljesség igénye nélkül
A Föld mindhárom mamutfenyő faja, a hegyi-, a tengerparti-, és a szecsuani mamutfenyő. A 25 fából álló cédrus gyűjteményben a Föld mind a 4 cédrusfafaja helyet kapott:  2 db libanoni-, 10 db Atlasz-, 12 db himalájai, és 1 db ciprusi cédrus van arany és kék lombú változatokkal is. Gazdag a tűnyalábos-, a jegenyefenyő és a lucfenyő gyűjtemény is. Páfrányfenyőkből 9 példány van. A templomkertben amerikai mocsárciprusok láthatók. Ínyenceknek való különlegességek a chilei araukária, a japán ernyőfenyő, a kínai csodafenyő. A lombos fák közül kiemelhető, hogy a föld mindhárom platánfa faja látható, de van perzsa varázsfa, amerikai tulipánfa, amerikai ámbrafa, nagy levelű császárfa, közönséges pagodafa, örökzöld és nagyvirágú liliomfa, eukaliptusz fa stb.

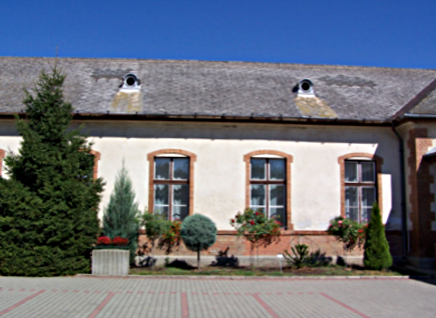
Belső udvar részlete rózsafákkal, tujákkal, alakfákkal

Természetesen őshonos fák is megtalálhatók, különböző tölgyek, hársak, juharok, füzek stb. 
A gyümölcsösben minden Magyarországon előforduló gyümölcsfa faj megtalálható. Minden olyan fából és cserjéből van példány, amely az általános iskola tananyagában szerepel. A tanulók részt vesznek a fák ültetésében és gondozásában, megtanulják védeni, szeretni környezetüket.
Az idén tavasszal elkészült az 1000m²–es pihenőpark, libanoni-, himalájai- és Atlasz-cédrusokkal körülvéve, benne 5 db ízléses szalonnasütő hely, kerti padok, asztalok, ivókutak, és nagy szabad füves terület.
Az iskola területén teljes körű sportolási lehetőség van, a tornatermen kívül füves labdarúgó kispálya, műanyag borítású univerzális sportpálya, 2 db salakos teniszpálya is rendelkezésre áll. Az iskolában teleház is működik.
Az arborétumba a belépés ingyenes, előzetes egyeztetés után látogatható, és kérhető idegenvezetés, szakmai tanácsadás.

## Elérhetőségek
- Szabadegyháza Közoktatásáért Közalapítvány
- Kossuth Lajos Általános Iskola
- Postacím: 2432 Szabadegyháza, Felszabadulás u. 63-65.
- Telefonszám: Iskola:  25/509-527;  25/509-537 Iroda: 25/478-250 Fax: 25/478-250
- E-mail: szabadegyhazakk@invitel.hu

## Galéria

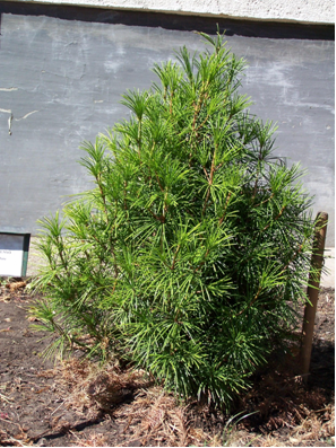
Japán ernyőfenyő
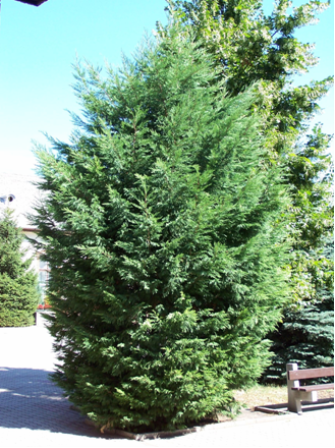
Lelyland-ciprus
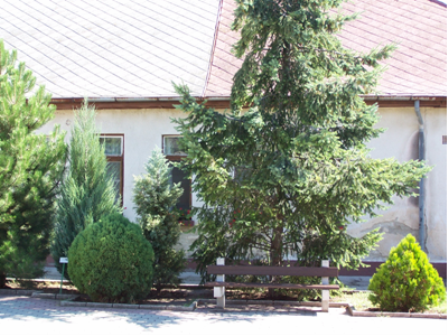
A belső udvar jegenyefenyővel, feketefenyővel, borókákkal, hamisciprusokkal
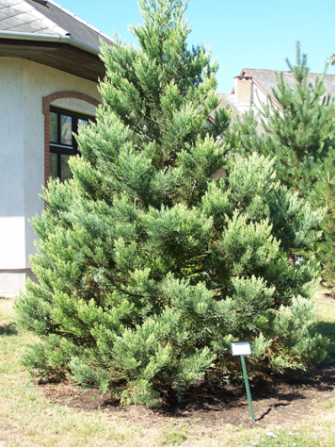
Amerikai hegyi mamutfenyő
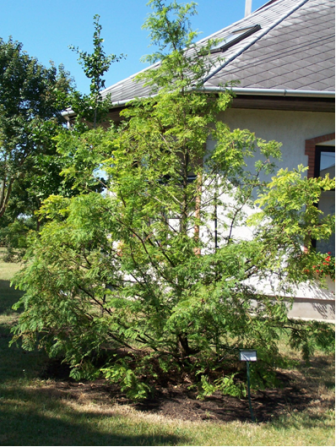
Szecsuani mamutfenyő
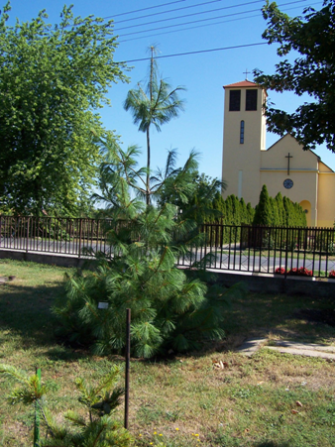
Himalájai selyemfenyő
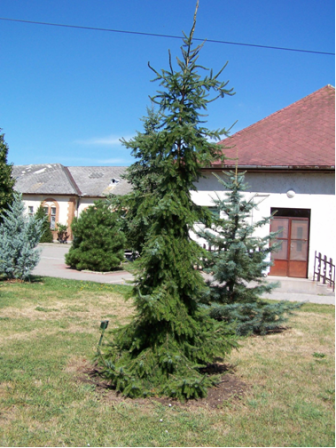
Szerb luc